# Kesseldampfmaschine

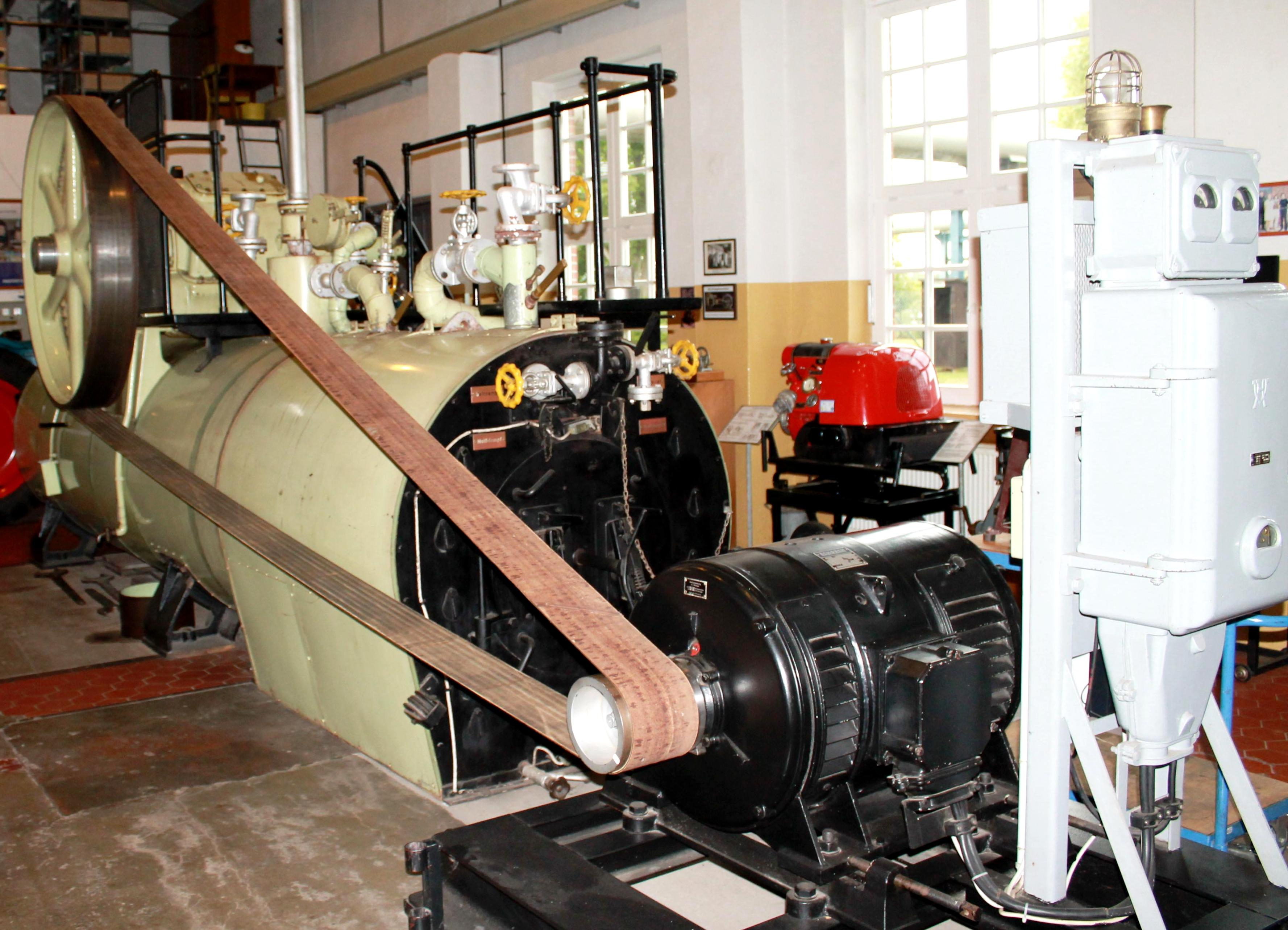
Diese Kesseldampfmaschine stand in der ehemaligen Kieler Ingenieurschule und wurde von Buckau R. Wolf geliefert

Die Kesseldampfmaschine war eine kompakte Form einer Dampfkraftanlage zur Stromerzeugung.

## Geschichte der Kesseldampfmaschine
Die Kesseldampfmaschine ist eine Kombination eines Dampfkessels mit einer Kolbendampfmaschine. Ihre Entwicklung geht auf den Lokomobilbau zurück.
In der Landwirtschaft wurden Lokomobile ab 1800 eingesetzt. Kesseldampfmaschinen wurden bis Anfang der 1960er Jahre gebaut. Sie sind auch heute noch in einigen holzverarbeitenden Betrieben zu finden, da so die Holzabfälle und Späne werkstattnah zu Strom verarbeitet werden können. Der entstehende Abdampf wird in der Regel zur Heizung und Holztrocknung genutzt (Koppelung von Kraft und Wärme).
Bekannte deutsche Hersteller waren Heinrich Lanz in Mannheim, Assmann & Stockder in Cannstatt sowie 1928 die durch Zusammenschluss aus der 1862 bei Magdeburg gegründeten Maschinenfabrik R. Wolf und der Buckau AG zu Magdeburg entstandene Maschinenfabrik Buckau R. Wolf AG mit Produktionsstätten in Magdeburg und Grevenbroich. Das Unternehmen fertigte hauptsächlich Brikettfabrikmaschinen, Zuckerfabriken und Kesseldampfmaschinen.

## Beschreibung der Kesseldampfmaschine
Bei der Kesseldampfmaschine war die Dampfmaschine direkt auf dem Dampfkessel montiert. Die Kessel waren als Flammrohrkessel ausgeführt und sämtliche Nebenaggregate wie Speisewasserpumpe, Vorwärmer und Filter wurden direkt am Kessel installiert. Aufgrund dieser kompakten Bauweise und Herkunft wurden sie auch als Lokomobilkessel bezeichnet. Die Dampfmaschinen hatten verschiedene Nennleistungen (je nach Anlagengröße von rund 15 kW bis zu 100 kW). Sie wurden vorwiegend zum Antrieb eines Generators genutzt, mit dem eine eigene Stromerzeugung des Betriebes erfolgte. Die Kesseldampfmaschinen hatten einen Nenn-Betriebsdruck von 8 bis 12 bar. Sie wurden mit einem Überhitzer ausgestattet und erreichten damit Heißdampftemperaturen bis 350 °C. Die Überhitzerheizflächen entsprachen in ihrer Größe etwa den Verdampferheizflächen.

## Daten der abgebildeten Kesseldampfmaschine
Die abgebildete Kesseldampfmaschine vom Typ ES 7 wurde 1958 von Buckau R. Wolf abgeliefert. Der Flammrohrkessel hatte einen Nenndruck von 12 bar, Prüfdruck von 16 bar und eine Heißdampftemperatur von 320 – 350 °C. Die Verdampferheizfläche betrug rund 24 m² und die Überhitzerheizfläche 25 m².
Die darauf installierte Heißdampfmaschine mit der Nennleistung von 51,5 kW hatte eine Zylinderbohrung von 190 mm, einen Kolbenhub von 320 mm und eine Nenndrehzahl von 360/min. Das Schwungrad hatte 1,6 m Durchmesser und wog 560 kg.